# Prezidentské volby v Severní Makedonii 2019
Prezidentské volby v Severní Makedonii 2019 proběhly 21. dubna a 5. května (2. kolo) 2019. Volby provázela kampaň, jíž vévodilo téma nedávné změny názvu země. Tato kontroverzní změna umožnila ukončit dlouhý spor s Řeckem, které tak přestalo blokovat vstup země do EU nebo NATO. Do druhého kola se probojovali prozápadní politici – kandidát vládní sociální demokracie Stevo Pendarovski zastávající změnu názvu a Gordana Siljanovská Davková z opoziční VMRO-DPMNE, která se změnou nesouhlasila. Prezidentem se v druhém kole stal Stevo Pendarovski s poměrem 52 % ku 44,7 % hlasů.

## První kolo
První kolo proběhlo 21. dubna 2019 s účastí 41,8 procent oprávněných voličů. Z prvního kola vzešli sociální demokrat Stevo Pendarovski, zástupce vládní koalice, a Gordana Siljanovská Davková, členka opoziční VMRO-DPMNE. Oba v prvním kole získali téměř shodný výsledek. Kandidát menších stran etnických Albánců Blerim Reka získal pouze 11 procent a do dalšího kola se nedostal.

## Druhé kolo
V druhém kole se spolu utkali Stevo Pendarovski s Gordanou Siljanovskou Davkovou a odborníci očekávali, že vyhraje Stevo Pendarovski, který získá i hlasy voličů Balerima Reky.
Hlavním tématem voleb byla i v druhém kole únorová změna názvu země z Makedonie na Severní Makedonie, která umožnila ukončit spor s Řeckem prostřednictvím prespanské dohody a přiblížit tak vstup Makedonie do EU nebo NATO. Oba vítězové prvního kola vstup do těchto struktur podporovali, nicméně Siljanovská Davková nesouhlasila se změnou názvu země. Volby bojkotovali někteří nacionalisté, kteří se změnou názvu nesouhlasili.
Během voleb panovaly obavy, jestli padne potřebná 40procentní volební účast. Ta byla ale nakonec překročena (44,5%) a volby se tak nemusely opakovat. Po sečtení dvou třetin hlasů měl Stevo Pendarovski 54% hlasů, Gordana Siljanovská Davková 42,7. Výsledek nakonec skončil poměrem 52 % hlasů pro Pendarovského ku 44,7 % pro Siljanovskou Davkovou.